# يحيى مير علم
يحيى مير علم (ولد 1372 هـ/ 1953م) باحث ولغوي ومُحقِّق ومؤلِّف وأستاذ جامعي سوري. مهتم بعلوم اللغة العربية، واللسانيات الحاسوبية والمعاجم العربية والإحصائيات اللغوية، وتيسير تعليم علوم اللغة العربية بالجداول واللوحات والمخططات والتشجيرات والدوائر، والتحقيق في علوم العربية والتراث العلمي العربي. وهو عضو مراسل في مجمع اللغة العربية بدمشق ومجمع اللغة العربية بمكة المكرمة.

## سيرته
وُلد يحيى بن محمد أمين مِير عَلَم في دمشق يوم الجمعة 5 ذي الحِجَّة 1372هـ الموافق 14 أغسطس (آب) 1953م، وهو حاصل على دكتوراه آداب من جامعة دمشق عام 1992م، متخصص في اللغة العربية وآدابها، وخبير في المعاجم اللغوية، وباحث في علوم اللغة العربية، يعمل في التدريس الجامعي منذ عام 1985، عمل مدققًا ومراجعًا لغويًّا في مجلة جامعة دمشق، وبعض المطبوعات في الكويت بين عامي 1998 - 1999م (إصدارات مكتب الإنماء الاجتماعي)، شارك في عدد من المؤتمرات العلمية، وجلَسات العمل، والندَوات، له 20 مؤلفًا وأكثر من 30 بحثًا ودراسة.
لقي يحيى مير علم المحدِّث الشيخ شعيب الأرنؤوط في المكتبة الظاهرية التي كان يتردد إليها مع زملائه في أثناء دراسته الجامعية في قسم اللغة العربية بين سنة 1973 و1977م، فتَلْمَذَ له، ثم أصهر إليه، واشترك معه في تحقيق كتاب طُبع في دار البيان بدمشق بعد 1980م.
عمل مير علم في مركز الدراسات والبحوث العلمية بين عامي 1980 و1993م بإدارة عبد الله واثق شهيد وإشراف محمد مراياتي ومروان البواب. وتدرَّج في وظائف الهيئة الفنية من قائم بالأعمال (1980 - 1987م) إلى مُشرِف على الأعمال (1988- 1992م)، ثم انتقل إلى هيئة البحث العلمي، وعمل باحثًا في المعهد العالي للعلوم التطبيقية والتكنولوجيا (1992- 1993م). شارك مير علم في تلك المدَّة في إنجاز بعض مشـاريع المعالجة اللغويـة الحاسـوبية للغة العربية، شَمِلَت دراسات إحصائية للجذور العربية، والأفعال، والمعجم الحاسوبي، ونظام التحليل الصرفي للغة العربية، وتعليم العربية بالحاسوب، وصوتيات العربية المَخبَرية، وغيرها.
انتقل مير علم في سنة 1993م إلى العمل في الكويت أستاذًا مساعدًا في قسم اللغة العربية وآدابها بكلية التربية الأساسية في الهيئة العامة للتعليم التطبيقي والتدريب، ودرَّس مقررات علوم اللغة العربية، النحو والصرف وقواعد الكتابة وغيرها من مقررات التخصص والثقافة العامة، مع الاهتمام بتسهيل تعليم علوم العربية بالجداول واللوحات والتشجيرات والخرائط الذهنية، وله فيها منشوراتٌ تشمل كراسات وجداول ولوحات تعليمية.
واهتم بتحقيق مخطوطات التراث العلمي العربي في اللغة العربية والعلوم التطبيقية، وخاصةً التعمية واستخراج المُعمَّى، وشارك في تحقيق رسائلها المخطوطة التي صدرت عن مجمع اللغة العربية بدمشق في مجلدين، الأول 1987، والآخر 1997. تُرجما إلى الإنجليزية، ونُشرا في سلسلة عنوانها (سلسلة أصول علم التعمية عند العرب) (بالإنجليزية: Arabic Origins of Cryptology) صدرت بين سنتي 2003 و2007 في ستة أجزاء عن مركز الملك فيصل للبحوث والدراسات الإسلامية بالتعاون مع مدينة الملك عبد العزيز للعلوم والتقنية، وهي:

غلاف الأجزاء الستة لسلسلة أصول علم التعمية عند العرب.

1. (رسالة الكِندي في استخراج المُعَمّى) (بالإنجليزية: al-Kindi's Treatise on Cryptanalysis) ليعقوب بن إسحاق الكندي (2003م).
2. رسالة (المؤلَّف للملك الأشـرف) (بالإنجليزية: Ibn 'Adlān's Treatise al-mu'allag lil-malik al-Ašraf) لعلي بن عَدْلان النحوي (2004م).
3. رسالة (مفتاح الكنوز في إيضاح المرموز) (بالإنجليزية: ibn ad-Durayhim's Treatise on Cryptanalysis) لعلي بن الدُّرَيْهِم (2004م).
4. رسالة (مقاصد الفصول المترجِمة عن حلِّ الترجَمة) (بالإنجليزية: ibn Dunaynīr's Book: Expositive Chapters on Cryptanalysis  (Maqāṣid alfuṣūl almutarjimah ʻan ḥlli alttarjamah)) لإبراهيم بن دُنَيْنير (2005م).
5. (ثلاث رسائل في استخراج المعمَّى من الشعر) (بالإنجليزية: Three Treatises on Cryptanalysis Of Poetry) لمؤلفَيْن مجهولَين (2006م).
6. (من كتاب البرهان في وجوه البيان) (بالإنجليزية: Two Treatises on Cryptanalysis: The Two essays, The Treatise of ibn Wahab al-Kātib) لابن وهب الكاتب (2007م).

نقلها إلى الإنجليزية سعيد الأسعد، وراجعها محمد سويِّل، وإبراهيم القاضي، ومروان البواب.

## الدرجات العلمية
حصل يحيى مير علم على الدرجات العلمية من قسم اللغة العربية وآدابها في كلية الآداب والعلوم الإنسانية بجامعة دمشق، وهي:
1. إجازة في اللغة العربية وآدابها سنة 1977م.
2. دبلوم الدراسات العليا: الشعبة اللغوية سنة 1978م.
3. ماجستير في اللغة العربية وآدابها سنة 1984م، أطروحة بعنوان: (المعجم العربي: دراسة إحصائية لدوران الحروف في الجذور العربية) أشرف عليها شاكر الفحام.[11]
4. دكتوراه في الآداب بمرتبة الشرف، تخصص نحو وصرف سنة 1992م، أطروحة بعنوان (منهج العكبري في شرح الإيضاح لأبي علي الفارسي)، في مجلدين أحدهما دراسة والآخر تحقيق، إشراف مازن المبارك ثم عبد الحفيظ السطلي.[12]

## آثاره

### في التحقيق
1. أسباب حدوث الحروف لابن سينا، بالمشاركة مع محمد حسان الطيان، مجمع اللغة العربية بدمشق 1983م.[13][7]
2. علم التعمية واستخراج المُعَمَّى عند العرب (الجزء الأول)، دراسة وتحقيق بالمشاركة مع الدكتور محمد مراياتي، والدكتور محمد حسان الطيان، مجمع اللغة العربية بدمشق 1987م.[8]
3. منهج العُكْبري في شرح الإيضاح لأبي علي الفارسي: دراسة وتحقيق (أطروحة دكتوراه في جزأين: الأول دراسة والثاني تحقيق).[12] واستشهد به الدكتور فيصل الحفيان في تحقيقه على "الكافي في الإفصاح عن مسائل كتاب الإيضاح" لابن أبي الربيع، في معرض حديثه عن ابن أبي الربيع: ما له وما عليه.[14]
4. علم التعمية واستخراج المعمَّى عند العرب (الجزء الثاني)، دراسة وتحقيق بالمشاركة مع الدكتور محمد مراياتي، والدكتور محمد حسان الطيان، مجمع اللغة العربية بدمشق 1997م.[9][7]

### في التأليف

#### مطبوعات (كتب وكراسات)
1. معجم أعلام التعمية واستخراج المُعَمَّى في التراث العربي والإسلامي، صدر سنة 2018 عن وزارة الأوقاف والشؤون الإسلامية بالكويت ضمن سلسلة الوعي الإسلامي.[15]
2. دليل قواعد الإملاء ومهاراتها، صدر سنة 2018 عن وزارة الأوقاف والشؤون الإسلامية بالكويت ضمن سلسلة الوعي الإسلامي.[16]
3. الصرف العربي، صدر سنة 2015م عن وزارة الأوقاف والشؤون الإسلامية بالكويت ضمن سلسلة الوعي الإسلامي.[17]
4. العربية والتراث: مقالات ودراسات في العربية وقضاياها المعاصرة والتراث العلمي العربي، صدر سنة 2013 عن وزارة الأوقاف والشؤون الإسلامية بالكويت ضمن سلسلة الوعي الإسلامي.[18]
5. قواعد الإملاء، صدر سنة 2012م عن وزارة الأوقاف والشؤون الإسلامية بالكويت ضمن سلسلة الوعي الإسلامي.[19]
6. إحصاء الأفعال العربيّة في المعجم الحاسوبي، بمشاركة مروان البواب، ومحمد مراياتي، ومحمد حسان الطيان، مكتبة لبنان، بيروت 1996.[20]
7. العُكْبَري: الإمام محب الدين أبو البقاء عبد الله بن الحسين العُكبري - سيرته ومصنفاته، دار العروبة ودار ابن العماد، الكويت وبيروت، 1993.[21]
8. المعجم العربي: دراسة إحصائية لدوَران الحروف في الجذور العربية، جامعة دمشق 1983. (أطروحة ماجستير).[11]

#### مقالات ودراسات محكَّمة
1. مصادر الأفعال الثلاثية في المعجم الحاسوبي: دراسة إحصائية تحليلية مقارنة، بالمشاركة مع فاطمة العازمي، نُشرت في مجلة اللغويات التراثية العربية في جامعة ميشيغان سنة 2023م[22]
2. إحصاء الأفعال العربية ورصدها في المعجم العربي الحاسوبي: تأصيل وتوجيه، نُشِرت في مجلة اللغويات التراثية العربية في جامعة ميشيغان سنة 2021م.[23]
3. جهود مجمع اللغة العربية في التعمية واستخراج المعمّى عند العرب، نُشرت في مجلة مجمع اللغة العربية بدمشق سنة، 2021م.[24]
4. تعليم اللغة العربية لغير المختصين بها بين الواقع والمأمول، نُشرت ضمن منشورات المؤتمر السنوي الحادي عشر لمجمع اللغة العربية بدمشق سنة 2019م.[25]
5. الأفعال والجذور والأبنية في اللغة العربية (دراسة إحصائية مقارنة)، نشرت في مجلة کلیة اللغة العربیة بالمنصورة سنة 2016م.[26]
6. تيسير العربية وتعليمها بالحاسوب: جداول الصرف العربي أنموذجًا، نُشرت في مجلة بحوث كلية الآداب بجامعة المنوفية، سنة 2015م.[27]
7. نظرات في موسوعة قواعد الكتابة العربية، نُشرت في مجلة الدراسات اللغوية الصادرة عن مركز الملك فيصل للبحوث والدراسات الإسلامية، سنة 2013م.[28]
8. قراءة في قواعد الإملاء، نُشرت في مجلة الدراسات اللغوية الصادرة عن مركز الملك فيصل للبحوث والدراسات الإسلامية، سنة 2012م.[29]
9. نظرات في قواعد الإملاء، نُشرت في مجلة الدراسات اللغوية الصادرة عن مركز الملك فيصل للبحوث والدراسات الإسلامية، سنة 2006م.[30]
10. ابن وحشية النبطي وريادته في كشف رموز هيروغليفية في كتابه: شَوْق المُسْتَهام في معرفة رموز الأقلام، نُشرت في مجلة مجمع دمشق للغة العربية، سنة 2005م.[31][32]
11. إسهامات علماء التعمية في اللسانيات العربية، بحث قُدِّم في ندوة علمية متخصصة أقيمت في مدينة الملك عبد العزيز للعلوم والتقنية سنة 2003م، ونُشر لاحقاً في مجلة مجمع اللغة العربية بدمشق سنة 2004م.[33]
12. نظرات في كتاب أعلام التراث في العصر الحديث، نُشرت في مجلة التراث العربي السعودية سنة 2003م.[34]
13. ندوة تاج العروس، ألقيت في احتفال المجلس الوطني للثقافة والفنون والآداب في دولة الكويت، نُشرت في مجلة مجمع اللغة العربية بدمشق سنة 2002م، تاريخ الندوة يومي التاسع والعاشر من شهر شباط / فبراير من العام 2002م.[35][36]
14. التنبيه على أوهام الباحثين في ذكرهم مصنفات العكبري (القسم الثاني)، نُشرت في مجلة مجمع اللغة العربية بدمشق سنة 2000م. [37]
15. جهود الأقدمين في خدمة كتاب الإيضاح لأبي عليّ الفارسي، نُشرت في مجلة مجمع اللغة العربية بدمشق سنة 1996.[38]
16. الندوة الدولية الثالثة حول المعجم العربي المختص، نُشرت في مجلة مجمع اللغة العربية بدمشق سنة 1994م.[39]
17. ندوة استخدام اللغة العربية في تقنية المعلومات، نُشرت في مجلة مجمع اللغة العربية بدمشق سنة 1993م.[40]
18. التنبيه على أوهام الباحثين في ذكرهم مصنفات العكبري (القسم الأول)، نُشرت في مجلة مجمع اللغة العربية بدمشق سنة 1993م.[41]
19. كتاب الإيضاح: مكانته وخصائصه، نُشرت في مجلة مجمع اللغة العربية بدمشق سنة 1993م.[42]
20. قراءة في القاموس المحيط: الطبعة الجديدة، نُشرت في مجلة المعجمية سنة 1987م.[43]

#### مقالات
1. معجم أعلام التعمية في التراث العربي والإسلامي، نُشرت في مجلة التقدم العلمي في الكويت في أكتوبر 2018م.[44]
2. السيوطي في رسالة جامعية حديثة، نُشرت في مجلة التراث العربي الصادرة عن اتحاد الكتاب العرب سنة 1981م.[45]

## الجوائز والتكريم

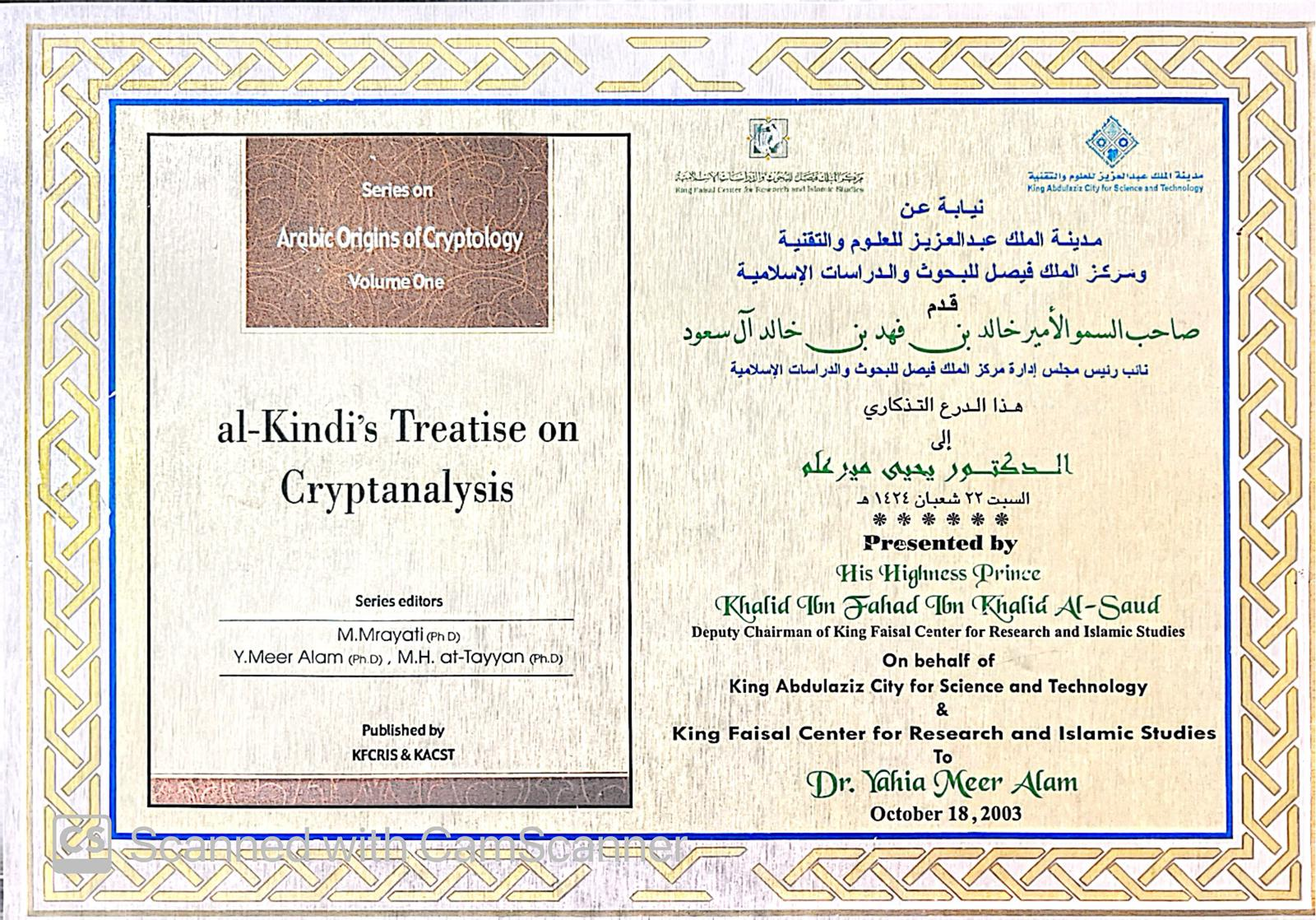
صورة للدرع التذكاري المُقدَّم من مركز الملك فيصل للبحوث والدراسات الإسلامية ومدينة الملك عبد العزيز للعلوم والتقنية بالرياض

- دِرع مركز الملك فيصل للبحوث والدراسات الإسلامية ومدينة الملك عبد العزيز للعلوم والتقنية بالرياض، عام 2003، في حفل إصدار سلسلة ترجمة كتب علم التعمية عند العرب والمسلمين

## معرض الصور
أغلفة الكتب

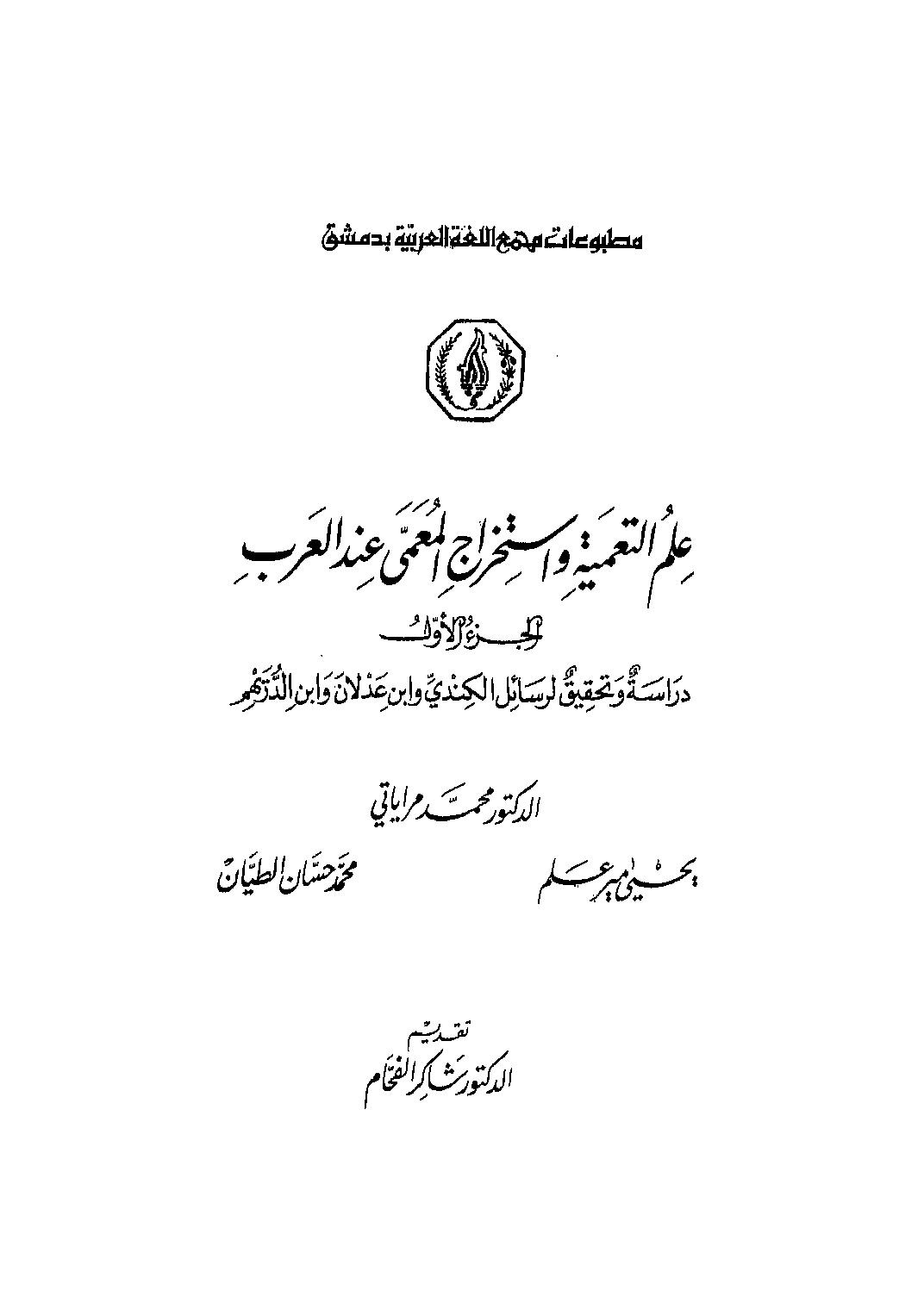
علم التعمية واستخراج المعمى عند العرب ج. 1 (1987)
إحصاء الأفعال العربية في المعجم الحاسوبي (1996)
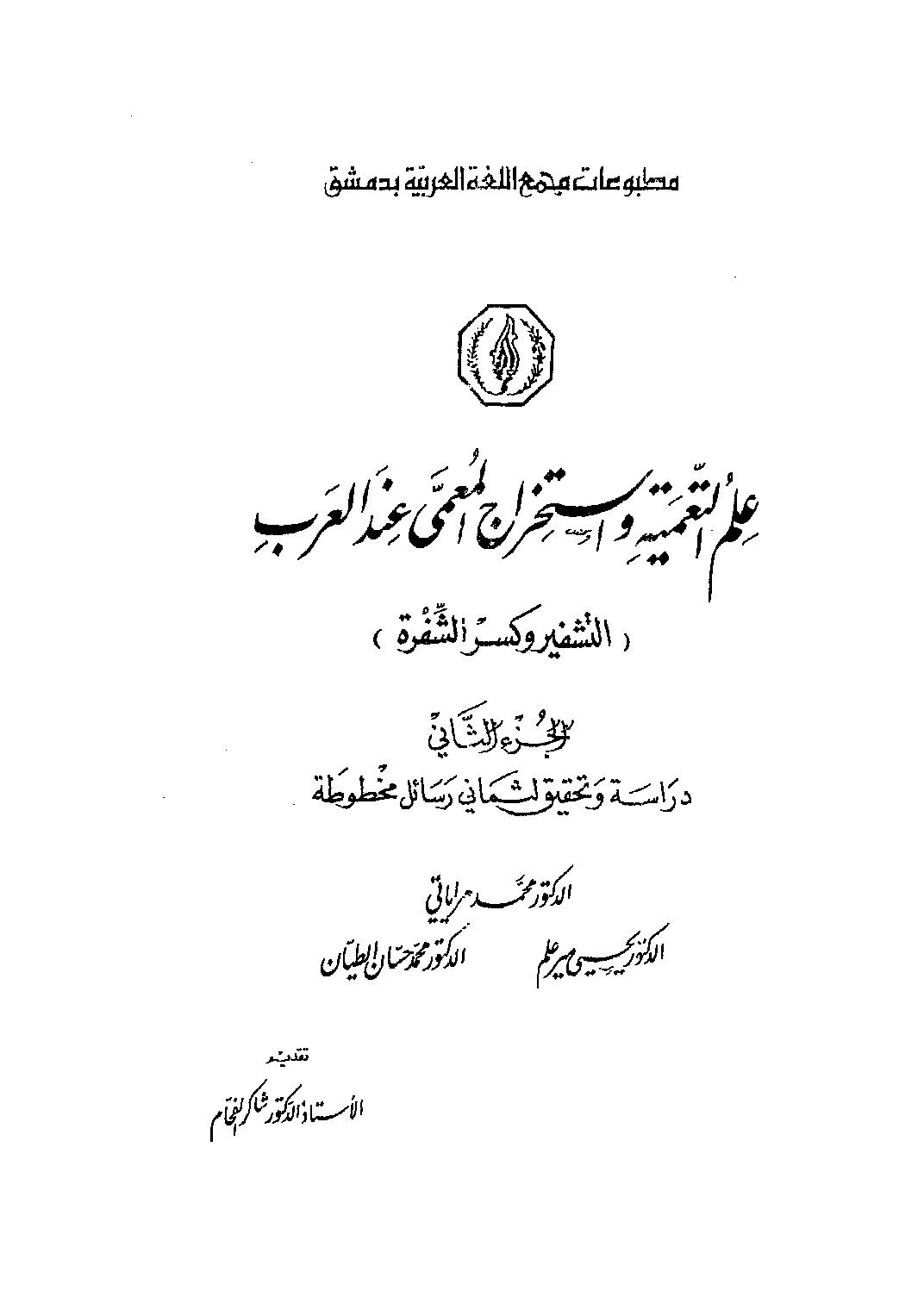
علم التعمية واستخراج المعمى عند العرب ج. 2 (1997)
العربية والتراث: مقالات ودراسات في العربية وقضاياها المعاصرة والتراث العلمي العربي (2013)
معجم أعلام التعمية واستخراج المعمى في التراث العربي والإسلامي (2018)

نماذج من رسوم تتضمّن معارف لغوية وإحصائية: معجمية وصرفية ونحوية وإملائية (بالمشاركة).

توزع الجذور والأفعال الثلاثية والرباعية المجردة والمزيدة في المعجم الحاسوبي.
إحصاءات الأفعال الثلاثية المجردة الصحيحة والمعتلة مع الأمثلة في المعجم الحاسوبي.
إحصاءات الأفعال العربية الثلاثية والرباعية المجردة والمزيدة موزعة على الأبواب التصريفية وعلى أنواع الزيادة وصيغها وأمثلتها في المعجم الحاسوبي.
إحصاءات الأفعال الثلاثية والرباعية المجردة والمزيدة موزعة على الأبواب التصريفية، وعلى صيغ الزيادة، وعلى اللزوم والتعدية والمشترك فيهما في المعجم الحاسوبي.
معالم الصرف العربي متضمّنةً الأقسامَ الأربعةَ التي تنتظم أبوابَ الصرف العربي وموضوعاته وهي: ما لا بُدّ منه (التوطئة الصرفية، والميزان الصرفي) وتقسيمات كُلٍّ من الأفعال، والأسماء، والمشترك فيهما (الإعلال، والإبدال).
الأنواع الصرفية للأسماء موزّعةً على الجامد والمشتق، والمجرد والمزيد، والمذكر والمؤنث، والصحة والاعتلال، والمفرد والمثنى والجمع، والنسب، والتصغير.
تقسيمات حروف المعاني بحسب وظائفها (أعمالها) وأقسامها (مبانيها) ومعانيها (دلالاتها)
قواعد رسم الهمزة مُوزَّعةً حسب موقعها: الهمزة المُبتدَأة بنوعيها: همزة الوصل وهمزة القطع، والهمزة المتوسطة والهمزة المُتطرِّفة مع تفصيل كلٍّ منها مُزوَّداً بالأمثلة.
لوحة قواعد الإملاء تتضمن مدخلاً إلى الكتابة العربية، وأبواب قواعد الإملاء الستة: الهمزة، الألف اللينة، الزيادة والحذف، الفصل والوصل، هاء التأنيث وتاؤه، علامات الترقيم.
أبواب النحو العربي موزّعةً على قسمين، أولهما: الإعراب بنوعيه الأصلي والفرعي ومواضع كلّ منهما، وثانيهما: البناء موزّعًا على البناء اللازم في المبنيات من الأسماء والأفعال وحروف المعاني.
معالم البلاغة تشتمل على مدخل للبلاغة والفصاحة والأساليب، وعلى علوم البلاغة: علم البيان وعلم المعاني وعلم البديع.

## الملاحظات
1. ↑   وهو مشروع إحصاء جذور العربية في خمسة من أُمَّات المعجمات هي: تهذيب الأزهري ومحكم ابن سيده وجمهرة ابن دريد ولسان ابن منظور وقاموس الفيروز آبادي، بتكليف وإشراف الأستاذ أحمد راتب النفَّاخ وبمشاركة الدكتور محمد حسان الطيَّان[7]

## وصلات خارجية
- يحيى مير علم على موقع أرشيف الشارخ.
- مقابلة مصورة مع د. يحيى مير علم في اليوم العالمي للغة العربية 2024 موضوعها اللغة العربية والذكاء الصنعي: الإحصاءات اللغوية نموذجًا.